# Национал-социалистическая ассоциация
Национал-социалистическая ассоциация (НСА, кит. 國家社會主義學會 [kwǒ tɕjá ʂɤ̂ xwêi ʈʂù î ɕɥě xwêi], пиньинь: guó jiā shè huì zhǔ yì yìxué xuéhuì, палл.: го цзя шэ хуэй чжу и исюэ сюэхуэй) — ультраправая политическая организация, основанная на Тайване в сентябре 2006 Ху На Ци (кит. 許娜琦), в то время 22-летняя выпускница политологического факультета Университета Сучжоу.

## История
На интервью у Apple Daily 10 марта 2007 Ху сказала, что открыла для себя идеологию организации ещё в университете. Она основала НСА потому что верит в нацизм и была недовольна постоянной политической борьбой между Гоминьданом и Демократической прогрессивной партией. НСА была зарегистрирована как общественная организация в соответствии с тайваньским законодательством в сентябре 2006 года. Правительство Тайваня также подчеркнуло, что создание и существование НСА защищено конституцией страны, которая гарантирует свободу слова и организации.
Первая встреча участников организации состоялась 17 марта 2007 года в Тайчжуне.

## Состав
Изначально, количество членов НСА составляло 19 человек. В 2007 году организация заявила, что состоит из 1400 членов.

## Идеология
Организация заявляет, что её цель — изучение и прославление нацизма и Гитлеровской модели государства всеобщего благосостояния. Чао Лань, сооснователь Ассоциации, отрицает, что организация является расистской и антисемитской, заявив, что целью группы было «способствовать усилению национализма на Тайване». Эмиль Шен, муниципальный чиновник в Тайбэе, который также учился в университете Сучжоу, прокомментировал создание НСА, сказав: «Люди здесь [на Тайване] не совсем понимают, что такое нацизм [...] Они на самом деле не расисты или антисемиты. Они даже не знают, что это значит.». Насчёт На Ци он сказал следующее: «Я едва помню её. Она была очень тихой в классе, она не из импульсивных учеников.».

## Реакция и критика
Представительство Израиля в Тайбэе от имени Рафи Гамзо выразило протест: «Это тревожное и тревожное явление. Я думаю, что отдел образования Тайваня должен опросить эту группу молодых людей. Некоторые молодые люди с академическим образованием решили поклоняться этому ужасному Адольфу Гитлеру.». В связи с этим основательница организации заявила, что она не является антисемитом, она просто хочет, чтобы 23 миллиона жителей Тайваня содействовали национальному единству.